# 安铺玉枢宫
安铺玉枢宫，位于中国广东省湛江市廉江市安铺镇西街，为廉江市的一个市级文物保护单位，类型为古建筑，公布时间为1994年4月17日。
安铺玉枢宫的历史年代为清代。